# Cássia Ávila
Cássia Ávila (Uberaba, 19 de dezembro de 1973) é uma modelo brasileira.

## Carreira
Cássia Ávila iniciou a carreira de modelo aos catorze anos, desfilando para lojas de Belo Horizonte, e aos dezoito, em 1992, foi vencedora do concurso brasileiro M.Officer Faces, derrotando outras 33 finalistas. Na época já era contratada da Karin Models, de Paris. Em dezembro do mesmo ano, foi a representante brasileira do Latin Models, concurso internacional realizado no Chile. Como modelo, foi capa de prestigiadas revistas, como a Vogue americana e a Elle, bem como desfilou para inúmeras grifes internacionais, como Fendi, Versace, Christian Lacroix, além das brasileiras Forum, Zoomp, Ellus e Cia. Marítima. Na publicidade, estrelou os comerciais da Vinólia e da Lee, entre outras marcas. Contemporânea de Silene Zepter e Isabella Fiorentino, ela integrou uma geração de top models pré-Gisele Bündchen, época em que o mercado brasileiro da moda ainda lutava por um espaço no cenário mundial.

## Vida pessoal
Ávila foi casada com o jornalista César Tralli, mas a relação durou pouco mais de um ano. Atualmente, é casada com joalheiro Jack Vartanian, com quem tem a filha Yasmin, nascida em 31 de agosto de 2013. Também é mãe de Maria, nascida em 24 de abril de 2015.